# Ananteris ashaninka
Espèce
Ananteris ashaninka est une espèce de scorpions de la famille des Ananteridae.

## Distribution
Cette espèce est endémique de la région de Huánuco au Pérou. Elle se rencontre vers Yuyapichis.

## Description
La femelle holotype mesure 26,09 mm.

## Systématique et taxinomie
Cette espèce a été décrite par Kovařík, Teruel, Lowe et Friedrich en 2015.

## Étymologie
Cette espèce est nommée en l'honneur des Asháninkas.

## Publication originale
- Kovařík, Teruel, Lowe & Friedrich, 2015 : « Four new scorpion species (Scorpiones: Buthidae) from Amazonian Peru. » Euscorpius, no 210, p. 1-40 (texte intégral).